# 王睦
王睦（？—23年），新朝宗室，王莽五叔成都景成侯王商之孙，父亲隆信公王邑。

## 生平
王睦在新朝末年为侍中。23年九月初一，汉朝军队从宣平门入常安城。张邯被杀。王邑、王林、王巡带兵在北阙下抗击。九月初二，城里青年焚烧尚方工场门，黄皇室主居住的地方。黄皇室主纵身投入火中而死。王莽避火到了未央宫宣室前殿。九月初三，天快亮了，群臣搀扶着王莽，从前殿去渐台。王邑昼夜都在战斗，疲倦极了，进入宫中，来到渐台，看见王睦脱下衣帽想要逃走，王邑喝住他，让他转回，父子俩一同守卫着王莽。汉朝兵士进入殿中，将王莽包围了数百重。台上新朝士兵用弓箭与包围的汉朝士兵对射，箭用尽，短兵相接。王邑父子战斗而死，王莽躲进内室。下午五时三刻，汉朝士兵上了渐台，苗訢、唐尊、王盛等人都死在台上。商人杜吴杀死了王莽，校尉东海人公宾就砍下了王莽的脑袋。